# خاتون مرده
خاتون مرده، روستایی از توابع بخش جبالبارز جنوبی شهرستان عنبرآباد در استان کرمان ایران است.

## جمعیت
این روستا در دهستان گرمسار قرار دارد و براساس سرشماری مرکز آمار ایران در سال ۱۳۸۵، جمعیت آن ۴۹ نفر (۱۱خانوار) بوده‌است.